# Gebänderter Schnellkäfer

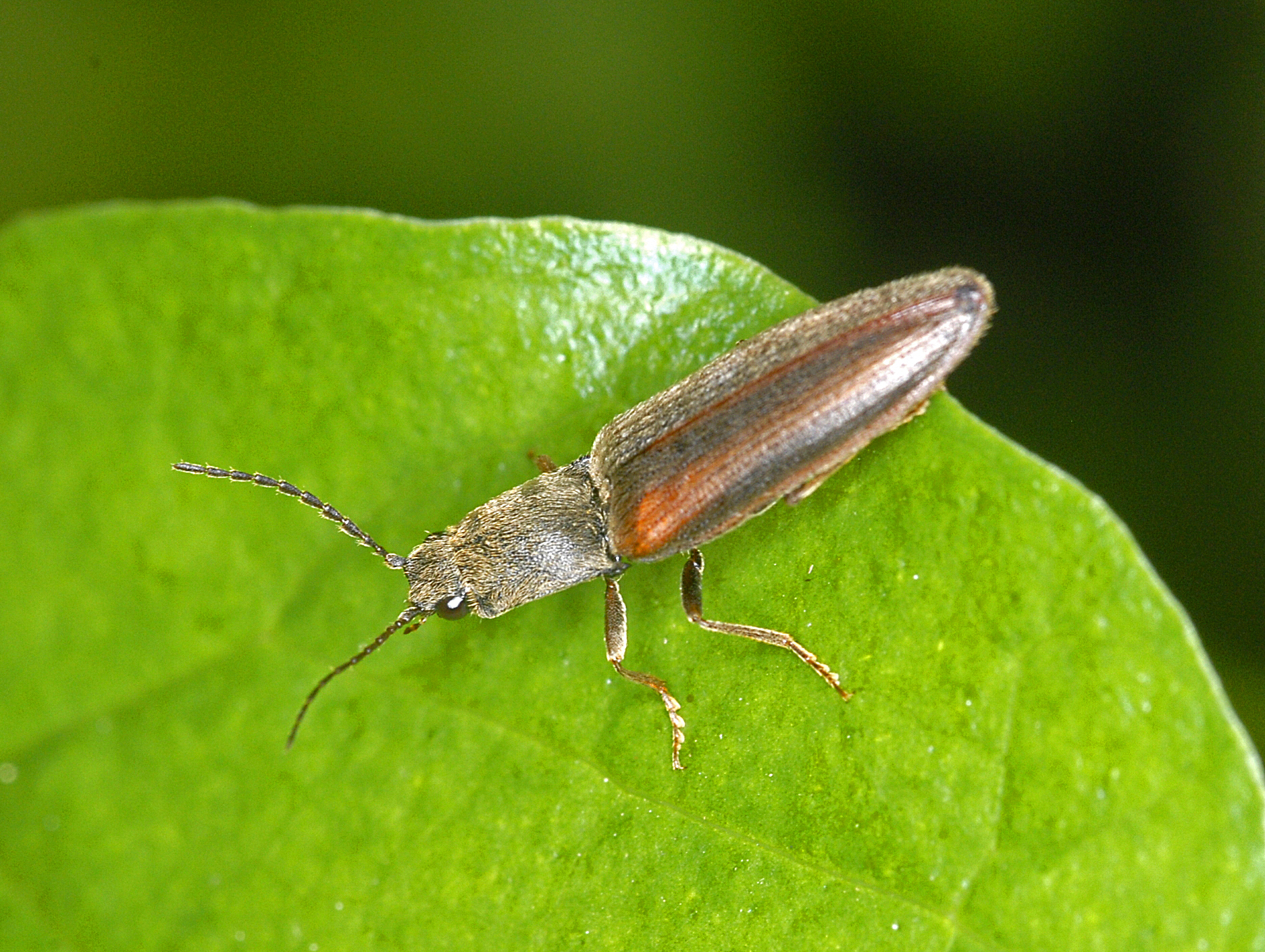

Der Gebänderte Schnellkäfer (Athous vittatus) ist ein Schnellkäfer aus der Unterfamilie der Dendrometrinae. Der Namenszusatz leitet sich von dem lateinischen Begriff vittate ab und bedeutet „mit Längsbinden“.

## Merkmale
Die schlanken Schnellkäfer erreichen eine Körperlänge von 9–11,5 mm. Das erste Fühlerglied der ansonsten dunkelbraunen Fühler sowie die Hinterwinkel des Halsschilds sind fast immer rotgelb gefärbt. Die Halsschildscheibe ist weniger stark und nur mäßig dicht punktiert. Im Gegensatz zu A. haemorrhoidalis sind die Punkte kleiner. Die Färbung der Käfer ist sehr variabel. Die Nominatform besitzt eine dunkelbraune Grundfarbe. Sie zeichnet sich durch helle bräunlich-rote Flügeldecken aus, die einen relativ breiten dunklen Nahtsaum sowie einen dunklen Längswisch auf dem 7. bis 9. Zwischenraum aufweisen. Der Seitenrand der Flügeldecken sowie die Epipleuren sind hell. Die Beine sind braunrot. Die Fühler der Männchen überragen die Halsschild-Hinterecken um ein Glied, während die der Weibchen diese nicht erreichen.
Es gibt verschiedene Abweichungen von der Nominatform. Die Vorderwinkel oder der ganze Seitenrand des Halsschilds können rotgelb sein. Die Flügeldecken können vollständig dunkelbraun oder gelbbraun gefärbt sein.

## Ähnliche Arten
Athous gilt als eine artenreiche und taxonomisch schwierige Gattung, insbesondere aufgrund der starken Variabilität einzelner Arten. Als eine sehr ähnliche Art wäre Athous haemorrhoidalis zu nennen, bei der aber das erste Fühlerglied schwarz ist.

## Verbreitung
Der Gebänderte Schnellkäfer ist in Europa weit verbreitet. Im Norden reicht das Vorkommen bis nach Südnorwegen und Mittelschweden. In Großbritannien ist die Art fast überall vertreten, auf der Irischen Insel fehlt sie offenbar. Im Süden reicht das Vorkommen bis in den Mittelmeerraum, im Osten über Kleinasien in den Nahen Osten und in den Kaukasus. In Mitteleuropa gilt die Art als häufig.

## Lebensweise
Man findet den Gebänderten Schnellkäfer in lichten Laub- und Mischwäldern oder an Waldrändern. Die adulten Käfer beobachtet man gewöhnlich von Mitte April bis Mitte Juli. Die Larven entwickeln sich im Boden, wo sie an den Wurzeln von Bäumen und anderen Pflanzen fressen.

## Taxonomie
In der Literatur finden sich folgende Synonyme:
- Elater vittatus Fabricius, 1792
- Athous puncticollis Kiesenwetter, 1858